# Rockefeller Wildlife Refuge

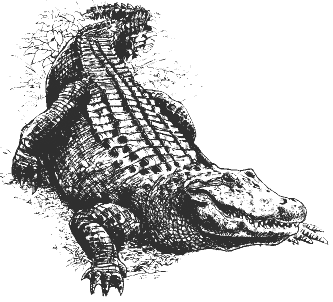
Alligator d'Amérique

Le Rockefeller Wildlife Refuge est une vaste zone marécageuse aux alentours de Cameron Parish, en Louisiane, aux États-Unis. Cette zone a été donnée à l’État pour en faire un sanctuaire pour la faune sauvage. Cet habitat est en effet visité chaque année par bon nombre d'oiseaux migrateurs. Des études sont réalisées sur la gestion des marais et l'élevage de l'Alligator d'Amérique, et les revenus provenant de la vente des alligators d'élevage contribuent à la sauvegarde de cette aire.

## Histoire
En 1913, le naturaliste et homme d’affaires Edward Avery McIlhenny a acheté 86 000 acres de marais en Louisiane. L’année suivante, la terre a été vendue à la Fondation Rockefeller pour la préservation et la protection des oiseaux migrateurs. La Fondation Rockefeller a confié le contrôle de la terre à la Conservation Commission of Louisiana pour une période de cinq ans. Après que cela ait été achevé avec succès, le terrain a été donné à l’État et, en 1920, est devenu le Rockefeller Wildlife Refuge . Au cours des premières années, le marais a été patrouillé pour empêcher le braconnage et la terre a été périodiquement brûlée pour encourager la croissance de fourrage approprié pour les rats musqués et les oies. L’objectif principal du projet était de conserver l’habitat des zones humides. Les dispositions du legs stipulaient que tous les revenus devaient être réinvestis dans le projet. Dans les années 1960, la commission a utilisé ces fonds pour un programme pionnier de gestion des alligators, toute la région devenant, en fait, un vaste ranch d’alligators.

## Description
Le Rockefeller Wildlife Refuge occupe une bande de terre basse et plate sans arbres adjacente au golfe du Mexique sur 42,6 km et s’étendant à l’intérieur des terres sur environ 9,7 km jusqu’à la crête De Grand Chenier, une terrasse marine. Les 86 000 acres du site ont été réduits à environ 76 000 par l’érosion côtière. C’est l’une des zones fauniques les plus riches en biodiversité des États-Unis. 
Les animaux qui résident dans le refuge toute l’année comprennent les canards tachetés, les râles, les nutria, le rat musqué, le raton laveur, le vison, la loutre, l’opossum, le cerf de Virginie et les alligators. Un grand nombre d’oiseaux migrateurs, dont environ 160 000 oiseaux aquatiques, le visitent chaque année, y compris des oies, des canards, des foulques, des oiseaux de rivage et des échassiers. 
Le refuge est visité chaque année par environ 80 000 personnes. Beaucoup sont des étudiants et des membres d’organisations qui viennent en apprendre davantage sur la conservation de la faune au centre d’étude qui peut fournir un hébergement et des installations de laboratoire. D’autres sont attirés par les possibilités d’observation des oiseaux et de pêche récréative, de crevettes et de crabes. 